# Lorenzo D'Addario
Lorenzo D'Addario (Firenze, 1964) è un generale italiano, comandante della Kosovo Force (KFOR) dal 28 novembre 2018 al 18 novembre 2019, dal 18 maggio 2022 comandante del NATO Rapid Deployable Corps - Italy (NRDC-ITA). Dal 1 luglio 2024 è comandante dell'Allied Reaction Force (ARF) della NATO.

## Carriera militare
Dopo essere entrato alla Scuola militare Nunziatella nel 1980, nel 1983 accede all'Accademia militare di Modena  e raggiunge la Brigata paracadutisti "Folgore" nel 1988, dove svolge gli incarichi di Comandante di plotone e di compagnia, partecipando alle operazioni Provide Comfort in Iraq, Vespri Siciliani a Palermo e United Nations Operation in Somalia II.
Ha svolto incarichi di staff NATO in Italia, presso il NATO Rapid Deployable Corps - Italy (NRDC-ITA), e presso Comandi in Regno Unito e Stati Uniti; ha ricoperto vari incarichi presso lo Stato Maggiore della Difesa, il Comando Operativo di vertice Interforze e lo Stato Maggiore dell'Esercito.
È stato Comandante del 5º battaglione paracadutisti "El Alamein" e successivamente del 186º Reggimento paracadutisti "Folgore" con il quale si è rischierato in Afghanistan, nel quadro della missione International Security Assistance Force (ISAF) e infine comandante della Brigata paracadutisti "Folgore".
Ha partecipato per tre turni alle operazioni di KFOR in Kosovo ed è stato il 23º Comandante di KFOR dal 28 novembre 2018 al 18 novembre 2019. Ha prestato servizio come Vice Comandante dell'Allied Rapid Reaction Corps, un comando NATO nel Regno Unito dall'aprile 2020 al marzo 2022.
Il 18 maggio 2022 diventa comandante della NATO Rapid Deployable Corps – Italy (NRDC-ITA), Comando multinazionale con sede in Solbiate Olona, Varese, costituito dal personale italiano per il 75%, mentre il rimanente 25% proviene da altri 19 Paesi Alleati (Albania, Bulgaria, Canada, Francia, Germania, Grecia, Lettonia, Lituania, Montenegro, Macedonia del Nord, Paesi Bassi, Polonia, Regno Unito, Romania, Slovenia, Spagna, Stati Uniti, Turchia e Ungheria).